# 多毛青藤
多毛青藤（学名：Illigera cordata var. mollissima）为莲叶桐科青藤属下的一个变种。